# 飛び降り
飛び降り（とびおり）は、広義には「高いところから低いところへ飛び移る」行動全般を指し、転じて「放送ネットワークによる放送番組のネット受けを時間などで打ち切ること」などの意味もあるが、多くは人間が高所から落下すること、その中でも落下を利用した自殺方法に限定して「飛び降り」と呼ぶ場合が多い。本稿では、この「飛び降り自殺」に関連する事項について述べる。

米国・ダラスで飛び降りを逡巡する女と説得する警察官

## 概要
高所より飛び降りることで位置エネルギーを運動エネルギーに変換し、自身の身体を地面あるいは水面に高エネルギーで衝突させることにより破壊し命を絶つ手法である。
ビルやマンションといった高層建築物からの飛び降りが代表的な方法であり、他にも橋や歩道橋の上から、断崖から、果ては飛んでいる飛行機からといった高さのある場所全般が対象となる。特に道具などの準備は必要とされず、十分な高さを取れば失敗する確率も割合低いということもあり、自殺の代表的な方法の一つとして用いられる。
飛び降りる高さが高いほど地面に衝突する速度が速くなり、落下中にバランスを崩し回転しながら衝突するなど、致死率は確実に高くなる。例えば、10 m（ビルの3階相当）の高さから落下すると着地時の速度は50 km/hほどである。このような高速で舗装道路に衝突すれば身体にかなりの衝撃を受け絶命する、もしくは生還しても重傷を負うことになる。また、より高速で衝突すれば死体を地面から剥がすようにして回収しなければならない場合もあるという。落下地点に植え込みがあったり雪が積もっていたりした場合には、衝撃が幾分緩和され生還する可能性も高まる。ただし生還した場合でも全身打撲による骨折、内臓破裂、脳挫傷等を負っていることが多く、重傷でも緊急手術で救命される場合もあるが重度の障害を負う場合が多い。落下時にはジェットコースターに匹敵する浮遊感を感じる。
落下地点が地面の場合は高さ45 m以上、水面の場合は75 m以上であれば生還例がほぼないため、確実に死に至るとされる。しかし、極稀な生還例としては、2007年にアメリカ合衆国のニューヨークにて窓の清掃員がビルの47階（約150 m）から転落したにもかかわらず助かった例や、2010年8月31日に同じニューヨークにて22歳の男性が39階建アパートの屋上（地上120 m）から飛び降りたものの、駐車中の車の後部ガラスを突き破って座席の上に落ち、両足骨折で助かった例がある。
落下の恐怖心が何らかの理由で麻痺した状態では、飛び降りるという行為と死の結果が結びつけられなくなっていることもあるという。
日本における10代の自殺の方法のうち、首吊りに次いで頻度の高い方法となっている。
厚生労働省のデータ（外部リンク参照）によれば、自殺者が選ぶ自殺の手段における飛び降りの割合は、男性で全体の7.1 %で第3位、女性で全体の12.8 %で第2位（2003年度）となっている。また地域別の自殺手段における飛び降り自殺の割合を見ると、高い建造物の多い都市部で圧倒的に高い。

## 清水の舞台から「飛び降り」

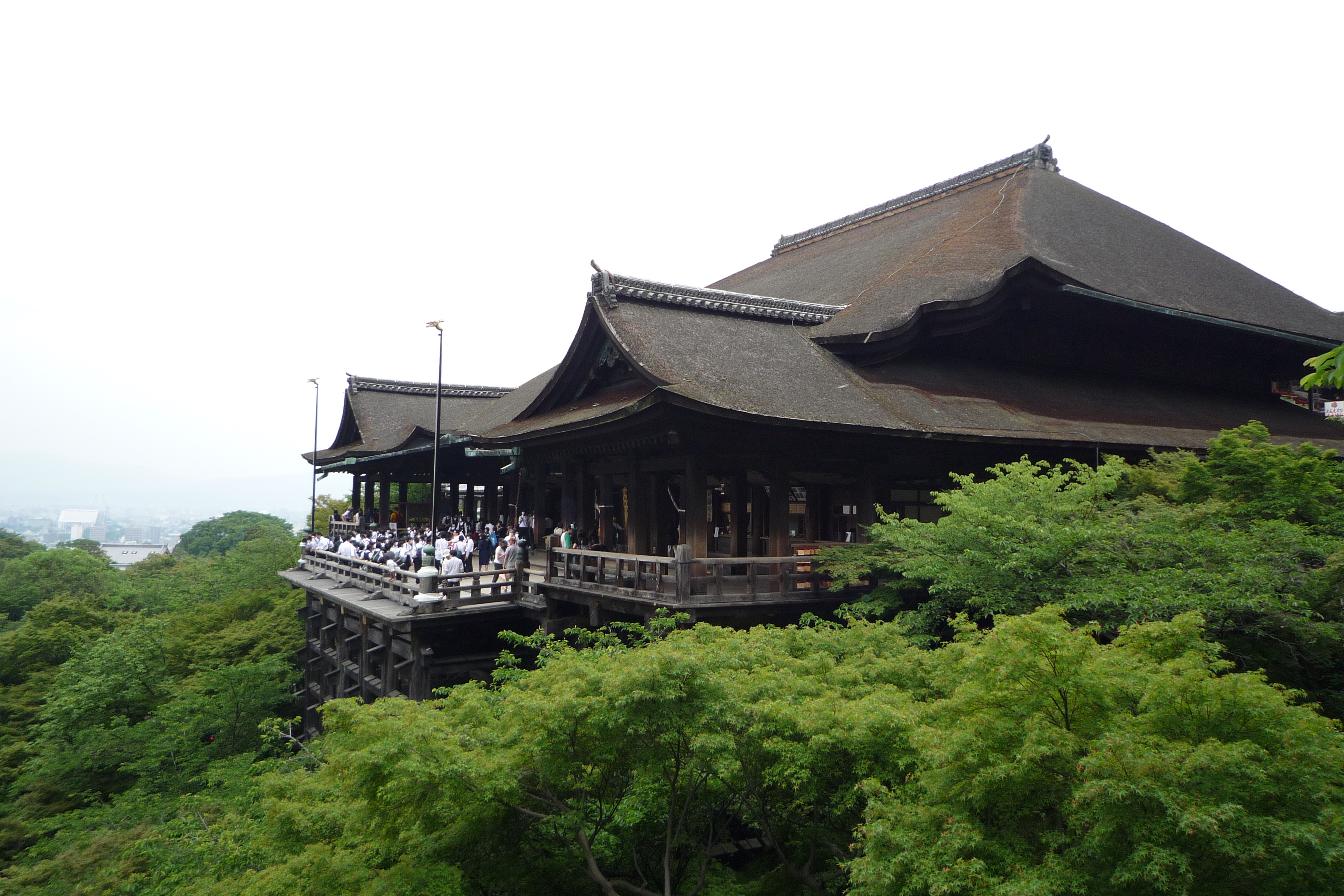
清水の舞台

京都府京都市東山区清水の清水寺にまつわる有名な慣用句であるが、その由来は江戸時代に庶民に広まった民間信仰にある。これは、同寺に祀られる観音様に自らの命を預けて「清水の舞台から飛び降り」、もし助かれば願い事が叶い、またたとえ死んだとしても成仏し観音様の元へ行ける、というものである。
清水寺が独自に行った調査では、清水寺塔頭の成就院が記録した文書『成就院日記』の中に、1694年（元禄7年）から幕末の1864年（元治元年）までの間に取られた148年分の記録中、未遂も含め234件の「飛び降り」の記録が残っているという。これには件数だけでなく生死の状況など詳細な統計も残っており、そこから「生存率」を計算したところ85.4 %というかなり高い数字で、10～20代に限れば90 %を超え、年齢とともに低下していく（ちなみに舞台から地面までは13 mの高さ）。下は12歳から上は80歳代まで老若男女が飛び降りを図っており、彼等は東北地方から四国までの全国から「飛び降り」にやって来ていたようである。相次ぐ飛び降りを近隣住民は快く思うはずもなく、対策を同院に嘆願していたという記録も残っており、1872年（明治5年）に幕府が飛び降り禁止令を出し、ようやく収束している。
現代においても禁止されているが、1995年2月に阪神・淡路大震災で被災した80歳代の男性が、2006年5月15日には30～40歳代と見られる男性がそれぞれ清水の舞台から飛び降り、いずれも死亡している。2009年9月30日には、18歳の男子大学生が自殺を図って飛び降りたものの、一命を取り留めた。

## 火事場からの「飛び降り」
高層建造物等における火災の際に、建物の中にいた人が高階から飛び降りるという現象が見られる。この場合の飛び降りは死を望んでの自殺行動ではなく、炎や煙、内装の倒壊などで逃げ場を失ったことに伴って、死にたくない一心から「最終手段」として取った行動と考えられ、非常時の行動心理としては十分に理解しうるものである。
このような行動を「取らされる」要因としては、火災の熱によって建物周辺の大気が熱せられたことや煙による呼吸困難の苦しさから逃げようとした人が、極度の緊張状態において窓から下を覗いたときに、地面が実際よりも比較的近くに見え、「飛び降りても大丈夫かもしれない」と錯覚してしまう（言わば地面の蜃気楼を見ている）ことが考えられている。これは、緊張から来る視覚の収斂効果により、地面や他の建物の屋上などが実際より近く感じられる錯覚による物であり、これに、わずかな望みにでもすがりたいという希望的観測が加わり、思い切って飛び降りを選択してしまうものと思われる。
日本の戦後史上最悪の建造物火災として知られる、1972年5月13日に大阪府大阪市南区（現在の中央区）千日前で起きた千日デパート火災（7階建てで3階から出火）では、犠牲者118名中、飛び降りによる死者が22名。また1982年2月8日に東京都千代田区で起きたホテルニュージャパン火災（火災が起きたのは建物の9、10階）の際には、犠牲者33名中、飛び降りによる死者が13名と実に3分の1以上に上っている。
2001年9月11日のアメリカ同時多発テロの際は、飛行機の突入による世界貿易センタービルの火災で、燃焼部分より上にいた人の中に、飛び降りを行った人が200人程いた。消防士や救急隊員、避難者の一部のうち、落ちてきた人に直撃されて命を落とした者もいた。

## 動物の「飛び降り」
動物がとる異常行動の一つとして飛び降りをすることがあり、世界中で報告されている。近いところでは2005年7月に、トルコのとある地区で放牧をしていた羊1,500頭あまりが次々と崖から身を投げ450頭以上が死ぬ、という事件が発生している。この異常な行動に対しては諸説あり未だ解明に至っていないが、自殺ではなく単なる集団移動の結果に生じる「集団事故死」とする見方が有力である。

## 交通機関からの「飛び降り」
鉄道のプラットホームから線路上に飛び降りる行為が自殺目的で行われ「飛び降り」とされることがある。しかしホーム上から路盤への落差は通常低く、むしろ列車への「飛び込み」とも呼べるものであろう。また、運行中の船舶から飛び降りる例もあり、スクリューに巻き込まれて即死することがある。
更に、跨線橋や駅舎から、さらには高速道路等の跨道橋から、逆に高架橋や橋梁から飛び降りる例もある。高速道路や線路への飛び降りは、同落差の通常の建物から飛び降りるよりも危険性が高く、また関係する交通機関への損害や悪影響も大きい。
自殺目的以外では、無賃乗車や隣接ホームへの移動を目的にホームから線路上へ飛び降り、列車に轢かれた事故例もある。
また、走行中の鉄道車両やバスからの飛び降りは、自殺目的の例もしばしばあるが、駅・停留所以外からの降車や、完全に停車する前に早く降車するなどの目的で行われる場合が多くみられた。列車暴走事故を避けようとして飛び降りる例もあるが、高速走行中の列車からの飛び降りは脱出に失敗し死亡した事故例が多々あるように非常に危険であり、困難な決断を迫られる。
かつて日本の鉄道では、客用扉が走行中にも開閉可能な旧型客車や、オープンデッキの古典路面電車などで、走行中列車での飛び乗りや飛び降りが横行していた。転落事故もあり、著名人では宮城道雄が列車から転落死している。
国鉄およびJRグループでは、国鉄20系客車（1958年）にて全ての客用扉が走行中施錠されるようになり、12系客車（1969年）で客車として初めて自動扉が装備された。1990年には和田岬線の気動車化により定期旅客列車から旧型客車が全廃された。イベント等で走行する旧型客車にも保安要員の添乗が義務付けられており、飛び降りなどの危険行為は制止される。
しかし現在でも、新興国、特に高温多湿な諸国では、非冷房のバスや鉄道車両の客用扉を開放して走行する例がみられ、しばしば扉から乗客がはみ出した危険な状態で運行される。先進国の例として、従来ロンドン等で路線バスとして使用されていたルートマスターは出入り口がオープンデッキであり、現在は動態保存目的の運行を除き引退している。サンフランシスコ・ケーブルカーにも、オープンデッキの古典車両が珍しくない。
また、スキー場等では索道からの飛び降りも散見され、特に旧型のチェアリフトでは容易に搬器からの飛び降りが可能である。しかし索道は未整備の箇所やコース外をしばしば通過し、場所により落差も大きく、コース外での滑落・遭難、雪崩の誘発、硬い凍結した圧雪面への落下や工作物との衝突など、管理者・行為者の予期せぬ事故により死亡あるいは重傷を負うことが考えられ、支柱等には飛び降り禁止の警告が表示されている。また、人が搬器から落下すると、他の搬器も反動で大きく揺れ、場合によってはワイヤーが支柱から脱索する場合があり、他の乗客にとっても大変危険である。

## 巻き込まれ事故
ビルやマンションなどの飛び降り自殺の場合、下に偶然歩いている歩行者などに直撃した例があり、最悪の場合には「死ぬつもりで飛び降りた人が生き残り、直撃を受けたまったく無関係の人が亡くなる」といった非常に不条理な事例もある。一部にはわざと巻き込んだ、または巻き込みの可能性が高いことを認識していたのではないかと推測される場合も有り、複雑な心境が窺える。また、説得に向かった市民や警官が転落死する事故も起きている。
ビルの管理者が屋上への出入り口の施錠を徹底管理し、監視カメラ、赤外線センサーなどを利用することで屋上への侵入者を完全にシャットアウトすることで巻き込まれ事故を防止することは可能である。また建物の階下に転落衝撃吸収の網を張ることで、第三者が事故に巻き込まれる可能性を軽減することが可能である。
飛び降り自殺の現場は、発生から処理されるまでの時間、不特定多数の人々に目撃・発見されることになるが、目撃・発見者は大きなショックを受けるため、PTSD（心的外傷後ストレス障害）や強迫性障害などの様々な重篤な精神障害を発症する場合が多い。前段落の身体的な巻き込まれ事故に対して、これは精神的な巻き込まれ事故である。目撃者だけではなく自殺当事者にかかわったことのある人々もその事実を伝え聞いたとき非常に大きなショックを受け、トラウマや罪責感、大きなショックなど様々な心理的苦痛に圧倒され、PTSD、うつ病、不安障害、希死念慮などの深刻な精神障害・疾患を患う場合が多い。これは二次的な巻き込まれ事故である。

### 巻き込まれ事故の例
過去において再三巻き込まれ事故は起きている。以下では、日本国内において巻き添えで双方が死亡した例を列挙する。
- 1954年9月13日 - 東京都中央区日本橋の白木屋デパート（現コレド日本橋）屋上から主婦(27)が飛び降り、真下で営業していた宝くじ売りの女性(53)を直撃した。飛び降りた主婦と女性はまもなく死亡した。
- 1962年11月25日 - 東京都中央区の読売会館（当時そごう有楽町店、現ビックカメラ有楽町店）屋上から埼玉県在住で自殺未遂を繰り返していた少年(18)が飛び降り、路上を歩いていた女性(43)を直撃した。飛び降りた少年と女性はまもなく死亡した。
- 2004年8月8日 - 兵庫県西宮市の市営住宅（12階建て）の非常階段から同住宅在住の無職の男性(30)が飛び降り、歩道付近で友人と雑談していた県立高校定時制の男子生徒(20)を直撃した。飛び降りた男性は全身打撲でまもなく死亡。男子生徒も1時間半後に病院で死亡が確認された。
- 2004年12月31日 - 東京都武蔵村山市の団地において、埼玉県在住で同団地に帰省中だった無職の女性(42)が、12階通路の側壁を乗り越えて飛び降り、同団地に住む男性(54)を直撃した。飛び降りた女性と男性はまもなく死亡した。
- 2007年11月6日 - 東京都豊島区の「池袋PARCO」（8階建て）の屋上から無職の女性(25)が飛び降り、千葉県在住の男性会社員(38)を直撃した。飛び降りた女性は死亡。男性は重体に陥り、その後11月10日に死亡した。警視庁池袋署は飛び降りた女性を重過失致死容疑で被疑者死亡のまま書類送検した[11]。
- 2020年10月23日 - 大阪市北区の「HEP FIVE」（10階建て）の屋上から大阪府内の男子高校生(17)が飛び降り、知人と現場付近を歩いていた兵庫県在住の女子大学生(19)を直撃した。飛び降りた男子生徒はまもなく死亡。女性は重体に陥り、翌日に死亡した[12][13]。翌年1月13日、大阪府警曽根崎署は飛び降りた男子生徒を重過失致死容疑で容疑者死亡のまま書類送検した[14]。
- 2021年7月31日 ‐ 大阪府交野市の関西創価高等学校（4階建て）の屋上から京都府在住の高校3年の男子生徒(17)が飛び降り、まもなく死亡。校舎の外装工事で訪れ、複数の教員とともに説得していた大阪府大東市の工事作業員の男性(54)が生徒の背後から体を掴んで止めようとしたが、生徒とともに12メートル下に転落し、8月7日に死亡した。生徒は直前に他の生徒とともに複数の教員から指導を受けていた。9月28日に府警交野署は、生徒には「男性が制止に入った時点で直ちに飛び降りを断念して安全な場所に移動する注意義務があった」と判断し、重過失致死容疑で容疑者死亡のまま書類送検した[15]。
- 2024年8月31日 - 横浜市西区の「NEWoMan横浜」（12階建て）の屋上から千葉県内の女子高生(17)が飛び降り、友人3人と現場付近を歩いていた同市在住の女性会社員(32)を直撃した。2人は心肺停止の状態で搬送され、まもなく死亡が確認された[16][17]。11月25日、神奈川県警は飛び降りた女子生徒を重過失致死容疑で容疑者死亡のまま書類送検した[18]。
- 2025年5月19日 - 大阪市北区本庄西1丁目の44階建てのタワーマンションの43階から、70歳の男性が転落。自転車に乗っていた50代男性に直撃し、2人とも死亡した[19][20][21]。

## 飛び降りにより自ら命を絶った著名人
- 佐藤次郎（戦前期のテニスプレイヤー）
- ジェームズ・フォレスタル（アメリカの初代国防長官）※死因は推定による
- エドガートン・ハーバート・ノーマン（カナダの外交官・歴史家）
- シャーンドル・コチシュ（ハンガリーのサッカー選手）
- 春風亭一柳（落語家）
- 中田治雄（芸人・漫才コンビWヤングのメンバー）
- 沖雅也（俳優）
- 大友柳太朗（俳優）
- 遠藤康子（アイドル）
- 岡田有希子（アイドル歌手）
- 宮城宗典（ロカビリー歌手、ヒルビリー・バップスヴォーカル）
- 田宮虎彦（作家）
- 山田花子（漫画家）
- ジル・ドゥルーズ（フランスの哲学者）
- 長谷有洋（俳優・声優）
- 可愛かずみ（女優）
- 伊丹十三（映画監督）
- ゲオルク・ティントナー（オーストリア出身の指揮者）
- 髙野光（元プロ野球選手）
- レスリー・チャン（香港の歌手、俳優）
- ポール牧（コメディアン）
- 見沢知廉（作家）
- 犬丸りん（漫画家、エッセイスト）
- 三輪田勝利（オリックス編成部長）
- 高田真理（ギタリスト、青い三角定規メンバー）
- 大杉君枝（日本テレビ所属のアナウンサー）
- 阿知波信介（会社社長）
- 佐藤真（映画監督）
- 永田寿康（元衆議院議員）
- 盧武鉉（韓国第16代大統領）
- 渡辺省三（元プロ野球選手）
- 山本真純（日本テレビ所属のアナウンサー）
- 池田敏春（映画監督）
- 中村とうよう（音楽評論家）
- トニー・スコット（イギリス出身の映画監督）
- 牧伸二（ウクレレ漫談家）
- 藤圭子（歌手）
- 神田沙也加（女優、声優）

## 音楽
- ツバメのように - 松任谷由実
- 夜に駆ける - YOASOBI
- るるちゃんの自殺配信 - 神聖かまってちゃん